# Triglochinura villosa
Triglochinura villosa is een hooiwagen uit de familie Gonyleptidae.